# 横尾友栄
横尾 友栄（よこお ともえ、 本名：渡辺(旧姓：横尾)　1970年11月26日 - ）は、日本の実業家。有限会社壽屋寿香蔵代表取締役。元山形放送（YBC）アナウンサー。

## 人物・来歴
山形県東根市出身。山形県立山形西高等学校、日本女子大学文学部史学科卒業後、1993年にYBC入社。同社のアナウンサーとして長期間活躍。県内では知名度も高かった。2008年11月29日をもって退社。現在は、家業を継ぎ「壽屋寿香蔵」代表取締役。既婚である。
実妹は、前・まぐまぐ社長の横尾茜。

## 過去の担当番組
- 特命!ともえ課長の日曜出勤（メイン司会、テレビ）
- 夢未来やまがたサンデー5（テレビ）
- ミュージックブランチ（ラジオ）
- ウィークエンドスクランブル（ラジオ）
- YBCハッピーロード（ラジオ）
- 友栄のMusic Hot Wave（ラジオ）